# (22470) Shirakawa-go
(22470) Shirakawa-go es un asteroide perteneciente al cinturón de asteroides descubierto por Naoto Sato el 9 de febrero de 1997 desde el Observatorio de Chichibu.

## Designación y nombre
Designado provisionalmente como 1997 CR21. Fue nombrado como Shirakawa-go, un pueblo ubicado en la frontera de la Prefectura de Gifu y la Prefectura de Toyama, Japón. Es famoso por sus grandes casas con techos de vigas de paja y fue registrado como Patrimonio Cultural de la Humanidad en 1995.

## Características orbitales
Shirakawa-go está situado a una distancia media de 2,421 ua, pudiendo alejarse un máximo de 2,750 ua y acercarse un máximo de 2,091 ua. Tiene una excentricidad de 0,136. Emplea 1375,85 días en completar una órbita alrededor del Sol.
Pertenece a la familia de asteroides de (20) Masalia.

## Características físicas
La magnitud absoluta de Shirakawa-go es 15,53. 